# Mistrzostwa Polski w hokeju na lodzie (1927/1928)
Mistrzostwa Polski w hokeju na lodzie 1927/1928 – 2. edycja mistrzostw, rozegrana w dniach 7-9 lutego 1928 roku w Zakopanem.

## Formuła
Początkowo turniej finałowy zaplanowano albo na dni 6-8 stycznia 1928, albo (w razie niepogody) na dni 13, 15-16 stycznia. Startować miało 6 drużyn: dwie z okręgu warszawskiego (AZS Warszawa i Legia Warszawa) i po jednej z okręgów wileńskiego (AZS Wilno), lwowskiego (Pogoń Lwów), krakowskiego (przewidywano Wisłę Kraków) i wielkopolsko-pomorskiego (TKS Toruń). Turniej miał być rozegrany unikalnym systemem, wzorowanym na systemie Bergvalla (mało znanym w Polsce, ale stosowanym na Igrzyskach Olimpijskich, np. w 1924 w piłce nożnej i hokeju na lodzie).
Ostatecznie w dniach 7-9 stycznia do turnieju stanęło tylko 5 drużyn, ponieważ mistrz Krakowa uznał, że nie ma żadnych szans (wbrew wcześniejszym przewidywaniom okazała się nim Cracovia). Wobec mniejszej liczby drużyn postanowiono rozegrać mistrzostwa systemem kołowym (tzn. każdy z każdym jeden mecz).

## Turniej finałowy

### Wyniki

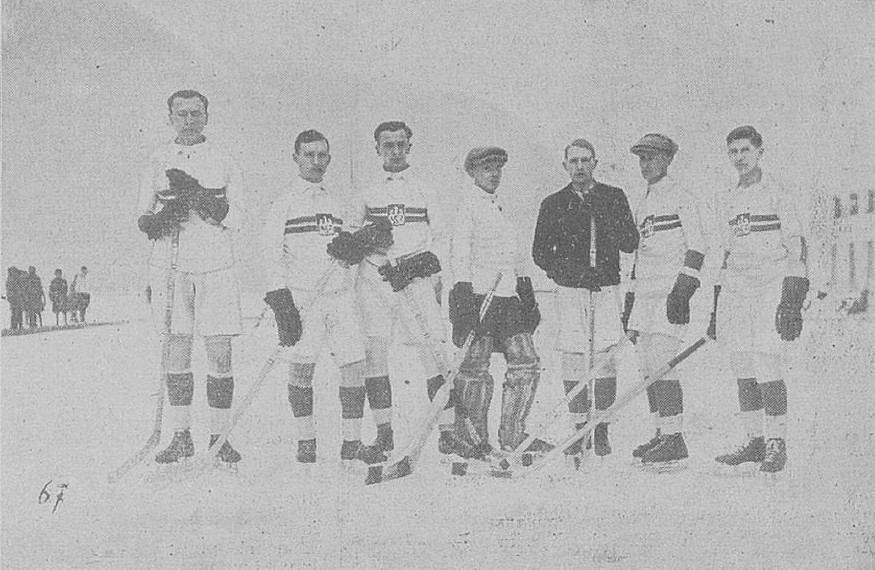
Drużyna AZS Warszawa w turnieju

7 lutego 1928:
| TKS Toruń      | – | AZS Wilno  | 3 : 0  | *mecz podzielono na 4 części aby umożliwić częstsze zamiatanie lodu |
| Legia Warszawa | – | Pogoń Lwów | 2 : 2  |                                                                     |
| AZS Warszawa   | – | TKS Toruń  | 11 : 0 |                                                                     |
| Pogoń Lwów     | – | AZS Wilno  | 8 : 1  | *AZS opuścił boisko po 2 tercji                                     |

8 lutego 1928:
| AZS Warszawa   | – | Pogoń Lwów | 4 : 1 |  |
| Legia Warszawa | – | TKS Toruń  | 6:1   |  |
| AZS Warszawa   | – | AZS Wilno  | 15:1  |  |
| TKS Toruń      | – | Pogoń Lwów | 1:0   |  |
| Legia Warszawa | – | AZS Wilno  | 3:1   |  |

9 lutego 1928:
| AZS Warszawa | – | Legia Warszawa | 6:0 (gole: Aleksander Tupalski – 4, Tadeusz Adamowski – 2) |  |

### Tabela
| Lp. | Zespół         | M | Pkt | W | R | P | G + | G - | +/- |
| --- | -------------- | - | --- | - | - | - | --- | --- | --- |
| 1   | AZS Warszawa   | 4 | 8   | 4 | 0 | 0 | 36  | 2   | +34 |
| 2   | Legia Warszawa | 4 | 5   | 2 | 1 | 1 | 11  | 10  | +1  |
| 3   | TKS Toruń      | 4 | 4   | 2 | 0 | 2 | 5   | 17  | -12 |
| 4   | Pogoń Lwów     | 4 | 3   | 1 | 1 | 2 | 11  | 8   | +3  |
| 5   | AZS Wilno      | 4 | 0   | 0 | 0 | 4 | 3   | 29  | -26 |

      = Mistrz Polski

## Klasyfikacja medalowa
|    | Klub                                |   |   |   |
| -- | ----------------------------------- | - | - | - |
| 1. | AZS Warszawa                        | 2 | 0 | 0 |
| 2. | Warszawskie Towarzystwo Łyżwiarskie | 0 | 1 | 0 |
| 2. | Legia Warszawa                      | 0 | 1 | 0 |
| 4. | Pogoń Lwów                          | 0 | 0 | 1 |
| 4. | TKS Toruń                           | 0 | 0 | 1 |